# Urolophus expansus
Urolophus expansus é uma espécie de peixe da família Urolophidae.
É endémica da Austrália.
Os seus habitats naturais são: mar aberto.